# Episodi de Il diavolo in Ohio
La prima e unica stagione della miniserie televisiva Il diavolo in Ohio (Devil in Ohio), composta da otto episodi, è stata pubblicata in prima visione assoluta dal servizio on demand Netflix il 2 settembre 2022 in tutti i territori raggiunti dal servizio, compresa l'Italia.
| nº | Titolo originale | Titolo italiano           | Pubblicazione    |
| -- | ---------------- | ------------------------- | ---------------- |
| 1  | Broken Fall      | La fine di una disgrazia  | 2 settembre 2022 |
| 2  | Sanctuary        | Un rifugio                | 2 settembre 2022 |
| 3  | Mother's Keeper  | Il custode di mia madre   | 2 settembre 2022 |
| 4  | Rely-Upon        | Fiducia                   | 2 settembre 2022 |
| 5  | Alight           | In fiamme                 | 2 settembre 2022 |
| 6  | My Love and I    | Io e il mio amore         | 2 settembre 2022 |
| 7  | By Blood         | Legami di sangue          | 2 settembre 2022 |
| 8  | The Dawning      | L'alba di un nuovo giorno | 2 settembre 2022 |

## La fine di una disgrazia
- Titolo originale: Broken Fall
- Diretto da: John Fawcett
- Scritto da: Daria Polatin

### Trama
- Durata: 41 minuti
- Guest star. Jason Sakaki (Isaac Kimura), Evan Ellison (Sebastian Zelle), Bradley Stryker (sceriffo Wilkins), Ty Wood (Teddy Harrington), Marci T. House (Adele Thornton), Samantha Ferris (Rhoda Morrison), John Macanas (medico), Vivin Oommen (aiutante), Noel Johansen (Jeff Fisk), Lucas Yao (Omar)

## Un rifugio
- Titolo originale: Sanctuary
- Diretto da: John Fawcett
- Scritto da: Daria Polatin

### Trama
- Durata: 47 minuti

## Il custode di mia madre
- Titolo originale: Mother's Keeper
- Diretto da: Brad Anderson
- Scritto da: Daria Polatin

### Trama
- Durata: 44 minuti

## Fiducia
- Titolo originale: Rely-Upon
- Diretto da: Brad Anderson
- Scritto da: Kathleen Hale

### Trama
- Durata: 43 minuti

## In fiamme
- Titolo originale: Alight
- Diretto da: Leslie Hope
- Scritto da: Andrew Wilder

### Trama
- Durata: 47 minuti

## Io e il mio amore
- Titolo originale: My Love and I
- Diretto da: Leslie Hope
- Scritto da: Joy Gregory

### Trama
- Durata: 45 minuti

## Legami di sangue
- Titolo originale: By Blood
- Diretto da: Steven A. Adelson
- Scritto da: Aaron Carter e Lorelei Ignas

### Trama
- Durata: 40 minuti

## L'alba di un nuovo giorno
- Titolo originale: The Dawning
- Diretto da: Steven A. Adelson
- Scritto da: Andrew Wilder e Daria Polatin

### Trama
- Durata: 49 minuti